# Joaquim Sala Sanahuja
Joaquim Sala-Sanahuja (Sabadell, 1953) és un poeta, traductor i professor universitari.
Va estudiar a París i a Barcelona. El 1973 va escriure la seva primera obra poètica, La veu del ciclista, amb què guanyà el Premi Amadeu Oller. Des de llavors, compagina l'escriptura i la traducció amb la seva tasca com a docent a la Universitat Autònoma de Barcelona. El 2013 va ser guardonat amb el premi Mots Passants per la traducció del francès al català de Locus Solus, de Raymond Roussel i publicada a l'editorial Lleonard Muntaner.
Entre les obres de creació pròpia, cal destacar Viatge a Tokushima i Pas de coro. Paral·lelament a obres literàries, ha escrit sobre temes tan diversos com la fotografia (Albert Rifà, fotògraf, 1878-1963) o sobre la ciutat de Sabadell (Sabadell al tombant del segle).
També ha fet arribar a la nostra llengua autors tan reconeguts com ho Gustave Flaubert (Madame Bovary), Charles Baudelaire (Petits poemes en prosa) o Guillaume Apollinaire (El bestiari). A banda d'això, també ha traduït assaig, com La càmera lúcida: nota sobre la fotografia de Roland Barthes.
A més de les traduccions del francès, Sala-Sanahuja és un dels grans introductors de Fernando Pessoa al català (Odes de Ricardo Reis, Poemes d'Alberto Caeiro, Poemes d'Álvaro de Campos, etc.). També ha traduït altres autors portuguesos, entre els quals figura Gastao Cruz.